# ميشيل يانسن
ميشيل يانسن (بالهولندية: Michel Jansen)‏ هو مدرب كرة قدم ولاعب كرة قدم هولندي، ولد في 3 مارس 1966.